# 전압
전압(電壓, electric pressure) 또는 전위차(電位差, electric potential difference)는 전기장 안에서 전하가 갖는 전위의 차이이다. 가장 일반적인 영어 명칭은 voltage이다. 전기 회로에서는 회로의 두 지점 사이의 전위차를 뜻하며 전기가 흐르게 하는 원인이다. 기전력(起電力, electromotive force)과는 의미가 약간 다르다. 단위는 볼트(V)이다.
전압은 정전기장이 형성될 때, 전하가 자기장을 통과할 때, 자기장의 세기가 시간에 따라 변할 때, 그리고 이 세 종류가 동시에 일어날 때 발생할 수 있다.

## 개요

전위차 발생의 개요

그림과 같이 점전하 {\displaystyle Q} 가 만들어내는 전기장 {\displaystyle {\bar {E}}} 안에 시험 전하 {\displaystyle q} 가 있다고 하자. 시험 전하 {\displaystyle q}는 쿨롱의 법칙에 따라 {\displaystyle q{\bar {E}}}의 힘을 받는다. 이 힘에 의해 전하가 {\displaystyle d{\bar {s}}} 만큼 이동할 때 전기장이 전하에 한 일은 {\displaystyle q{\bar {E}}\cdot d{\bar {s}}} 가 된다. 전하가 {\displaystyle A}에서 {\displaystyle B}까지 이동하면 전기장과 전하로 이루어진 계의 위치에너지 변화 {\displaystyle \Delta U}는 다음과 같이 나타낼 수 있다.
{\displaystyle \Delta U=-q\int _{C}{\bar {E}}\cdot d{\bar {s}}}
{\displaystyle d{\bar {s}}}의 크기가 0으로 수렴되면 전기장 {\displaystyle {\bar {E}}} 안에 놓인 전하 {\displaystyle q}의 위치 에너지는 {\displaystyle U}가 된다. 이 위치에너지를 전하 {\displaystyle q}의 전하량으로 나누면 원천 전하의 분포에만 의존하는 물리량인 전위를 얻을 수 있다. 즉, 전위 {\displaystyle V}는 시험 전하의 전하량과 관계 없이 점전하 {\displaystyle Q}에 의해 발생하는 전기장 내의 위치에 의해서만 결정되는 물리량이 된다.
{\displaystyle V={\frac {U}{q}}}
전기 회로에서 위 식은 전기 에너지 양을 전하량으로 나눈 값으로 해석될 수 있다. 전압의 단위 볼트는 줄을 쿨롱으로 나눈 값이다.
{\displaystyle V={\frac {J}{C}}}
전기 회로는 회로를 구성하는 두 지점의 전위가 다를 때 전기가 흐르게 된다. 아래의 그림과 같은 전기 회로에서 전원은 전압 상승을 만들고 전기저항을 통과한 전기는 전압 강하가 발생한다. 회로 전체에서 전압 상승과 전압 강하는 절대값이 같고 부호는 반대가 된다. 만일 아래 그림의 전원이 3V의 전압을 제공한다면 저항에서는 3V의 전압 강하가 일어나게 된다.

간단한 전기회로.
v: 전원, i: 전류, R: 저항

전기 회로의 두 지점 {\displaystyle a}, {\displaystyle b}의 전압차는 다음과 같이 수식으로 나타낼 수 있다.
{\displaystyle V_{a}-V_{b}=\int _{a}^{b}\mathbf {E} \cdot d\mathbf {l} .}
전기장은 3차원 공간을 차지하므로 실재 전위의 측정에서는 다양한 경우에 따라 각기 다른 계산이 필요하다. 점전하나 전기 쌍극자가 일으키는 전기장에 놓인 전하의 전압은 극좌표계를 이용하여 계산하고, 무한 전선에 놓인 두 지점의 전위는 선적분을 통해 계산할 수 있다. 한편, 전압은 전기장의 전위에 의한 것으로 단일 전자에 적용되지는 않는다. 단일 전자를 다룰 때는 전자볼트를 단위로 사용한다.

## 인가 전압과 전압 강하
전기 회로에 전기를 공급하기 위해 부여한 전압을 인가전압(印加電壓)이라 한다. 회로에 인가된 전압은 구스타프 키르히호프가 발견한 키르히호프의 전기회로 법칙에 의해 계산할 수 있다. 키르히호프의 전기회로 법칙은 전원을 통해 공급되는 전류와 전압의 총합이 회로 전체에서 일정하다는 것을 정리한 것이다.
실제 회로에서는 많은 부품들이 직렬 또는 병렬로 연결되어 복잡한 전압 강하를 일으키므로 전압 계산에 세심한 주의가 필요하다. 직렬 회로에서는 각각의 부하가 일으키는 전압 강하의 합이 전체 인가 전압과 같아 다음과 같이 계산된다.
{\displaystyle V_{t}=V_{1}+V_{2}+\cdots +V_{n}}
병렬 회로에서는 들어가는 전압과 나오는 전압이 같으므로 각각의 가지의 부하를 고려하여 분할 계산한다. 예를 들어 아래의 그림과 같이 부하가 분기된 병렬 회로의 전압 강하는 다음과 같이 계산된다.

병렬 저항 회로

{\displaystyle {\frac {1}{R_{\mathrm {total} }}}={\frac {1}{R_{1}}}+{\frac {1}{R_{2}}}+\cdots +{\frac {1}{R_{n}}}}.

## 전원

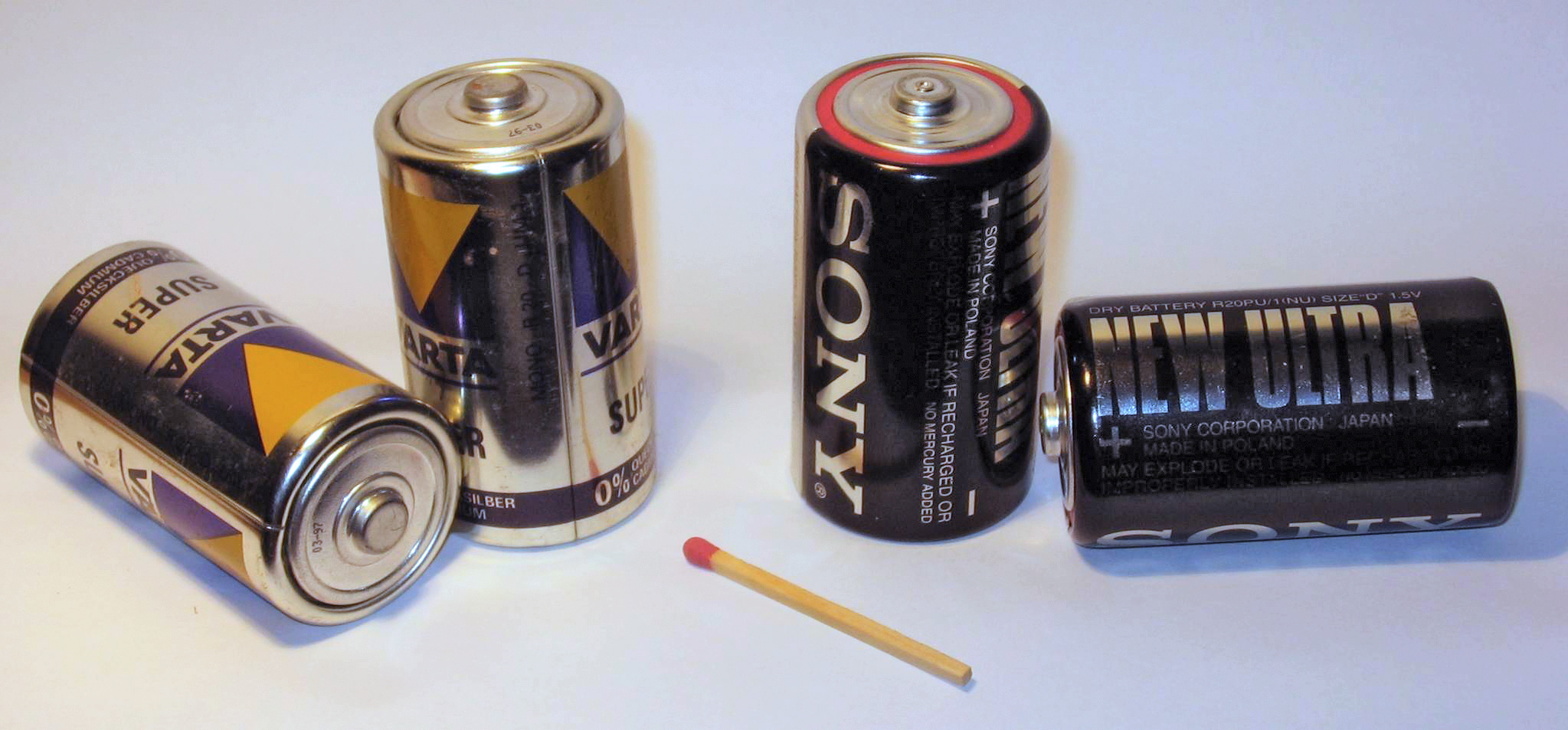
건전지는 대표적인 직류 전원이다.

전기는 마찰에 의한 정전기, 자기장을 전류가 통과할 때 생기는 유도 전기, 자기장의 변화에 따른 유도 전기, 서로 다른 물질의 전자 친화도 차이를 이용한 화학적 전지와 같은 여러 방식을 통해 일어난다. 이렇게 발생된 전기는 저마다의 전압을 갖는다. 전기 회로에 전압을 인가하는 역할을 하는 장치를 전원이라고 한다. 전원은 전기 발생의 방식에 따라 직류 전원과 교류 전원으로 나뉠 수 있다.
전기 회로 이론에서는 건전지와 같이 회로의 다른 소자들과 독립하여 자체의 에너지만으로 전압을 공급하는 전원을 독립 전원이라고 하고, 트랜지스터의 등가 회로에서와 같이 다른 회로를 통해 전압과 전류가 제어되는 전원을 종속 전원이라고 한다. 종속 전원은 다시 조정하는 요소가 전압인지 전류인지에 따라 종속전압전원과 종속전류전원으로 구분한다.
전지는 대표적인 직류 전원이다. 물질의 전자 친화도 차이에 따른 산화·환원 반응을 이용하여 전원을 공급한다.
교류는 패러데이 전자기 유도 법칙에 따라 생성되어 일정한 주기를 갖고 방향을 바꾸는 발전기를 통해 생성된다. 교류의 주기는 보통 50 Hz 또는 60 Hz가 쓰이며, 대한민국의 경우 60Hz이다. 교류 전기를 직류로 변환하는 장치는 정류기라고 한다. 대부분의 가전제품이나 전자제품은 정류기를 통해 교류를 직류로 바꾸어 전원으로 사용한다.
실재 전원은 스스로도 내부에 전기저항 성분을 갖기 때문에 전압과 전류가 서로 영향을 미친다. 그러나 전기 회로의 해석에서는 전원의 내부 저항을 무시하고 전압과 전류가 독립적이라고 간주한 이상적 전원을 가정한다.

## 측정

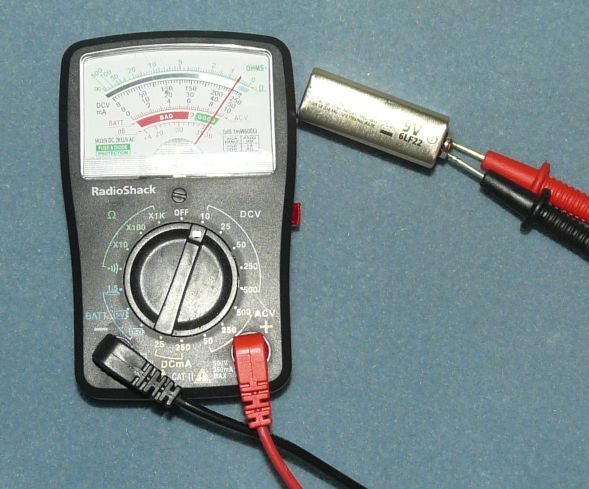
멀티미터는 전압, 전류, 전기용량, 저항 등을 하나의 기계로 측정할 수 있는 장비이다.

전압은 두 지점이 갖는 전위에 대해 상대적인 물리량이기 때문에 하나의 지점만으로 전압을 측정할 수는 없다. 실제 측정에서 전압은 전기 회로 안의 두 지점을 측정하는 방식과 하나의 지점 만으로 측정하는 방식이 쓰인다. 하나의 지점 만으로 전압을 측정할 때의 비교 지점은 접지(ground)이며 이는 지구의 전위를 비교 대상으로 하는 것이다. 일상 생활에서 쓰이는 전기의 전압 표시는 지구의 전위를 0으로 보았을 때 전달되는 전기의 전위차를 표시한 것이다. 전압의 측정에는 멀티미터가 쓰인다.

## 직류와 교류의 전압
직류는 화학적이거나 광화학적인 방법으로 일정한 전위차를 지속시키는 전원에 의해 연속적으로 공급을 받으므로 전압을 일정하게 유지한다. 그러나 교류는 발전기를 이용한 유도 전기로서 주기적으로 전압이 변화한다. 직류 전압은 DCV(Direct current Voltage), 교류전압은 ACV(Alternating current Voltage)로 표기한다.
전위차가 일정한 직류와 달리 일반적인 교류의 전압 변화는 아래의 그림과 같이 사인파 형태를 띈다. 따라서 주기 단위 전압 변화의 총량은 변화량이 상쇄되어 0 이 되어버리고 만다. 그러나, 전기 회로에서 일을 하는 전압은 0 이 아니기 때문에 평균 전압을 고려하여야 한다.

일반적인 교류의 전압 변화는 사인파의 형태를 띈다.

특정 순간의 교류 전압은 아래의 식과 같이 나타낼 수 있다. 이는 교류의 위상에 따라 전압의 크기와 방향이 주기적으로 바뀌는 것을 나타낸다.
{\displaystyle V(t)=V_{pk}cos(\omega t+\theta _{v})}
V(t): 순간 전압, Vpk: 최대 전압, {\displaystyle \omega t}: 위상, Θt: 전압의 순간 변위
전기 회로에서 고려되는 전압은 반주기(주기의 절반 구간)에서 나타내는 평균 전압이다. 사인파의 반주기 평균은 다음과 같이 적분을 이용하여 계산할 수 있다.
{\displaystyle V_{avg}={\frac {\omega }{\pi }}\int _{0}^{\pi /\omega }V_{pk}\sin(\omega t-kx){\rm {d}}x={\frac {2}{\pi }}V_{pk}\cong 0.637\,V_{pk}}
{\displaystyle V_{avg}}: 평균 전압, {\displaystyle {\frac {\omega }{\pi }}}: 반주기, {\displaystyle V_{p}k}: 최대 전압
실효 전압은 교류 전압의 실효값으로 반주기 구간의 전압에 대한 제곱평균제곱근을 의미하고 일반적으로 {\displaystyle V_{rms}}로 표시한다. 실효 전압은 아래와 같이 계산할 수 있다.
{\displaystyle V_{rms}=V_{pk}{\sqrt {\langle \sin ^{2}(\omega t-kx)\rangle }}={\frac {1}{\sqrt {2}}}V_{pk}\cong 0.707\,V_{pk}}
{\displaystyle V_{rms}}: 실효 전압, {\displaystyle V_{pk}}: 최대 전압
실효 전압은 같은 값의 직류 전압과 동일한 일을 한다는 의미이다. 가정용으로 공급되는 전기의 전압은 실효 전압으로 표시된다. 따라서 실효 전압 220 V로 표시된 교류의 최대 전압은 311 V이다.
{\displaystyle V_{pk}}는 반주기의 최대값이므로 전체 주기의 최대 전력과 최소 전력의 차인 {\displaystyle V_{ppk}}의 절반에 해당한다. 따라서 평균 전압 {\displaystyle V_{avg}}는 {\displaystyle V_{ppk}}의 약 0.319 배가 되고, 실효 전압 {\displaystyle V_{rms}}는 {\displaystyle V_{ppk}}의 약 0.354 배가 된다. 이는 위의 식에서 도출된 값을 반으로 나눈 것이다.
{\displaystyle V_{avg}=.319\,V_{ppk}}
{\displaystyle V_{rms}=.354\,V_{ppk}}
평균 전압과 실효 전압 사이의 관계는 아래와 같이 계산할 수 있다.
{\displaystyle V_{avg}={\frac {2}{\pi }}V_{pk}={\frac {2}{\pi }}\cdot {\sqrt {2}}V_{rms}}
{\displaystyle ={\frac {2{\sqrt {2}}}{\pi }}V_{rms}\cong 0.900\,V_{rms}}

## 전기 이론
전압은 전기의 다른 단위들과 다음과 같은 관계를 갖는다.

### 직류
{\displaystyle V={\sqrt {PR}}}
{\displaystyle V={\frac {P}{I}}}
{\displaystyle R={\frac {V}{I}}}
- V:전압, P:전력, I:전류, R:저항

### 교류
{\displaystyle V={\frac {P}{I\cos \phi }}}
{\displaystyle V={\frac {\sqrt {PZ}}{\sqrt {\cos \phi }}}\!\ }
{\displaystyle V={\frac {IR}{\cos \phi }}}
- V=전압, I=전류, R=저항, P=참 전력, Z=임피던스, φ=I,V 간의 위상각

## 같이 보기
- 볼트
- 전기, 전류(직류, 교류)
- 전기저항
- 전력
- 기전력 (electromotive force)